# Ettore Bonfatti Sabbioni

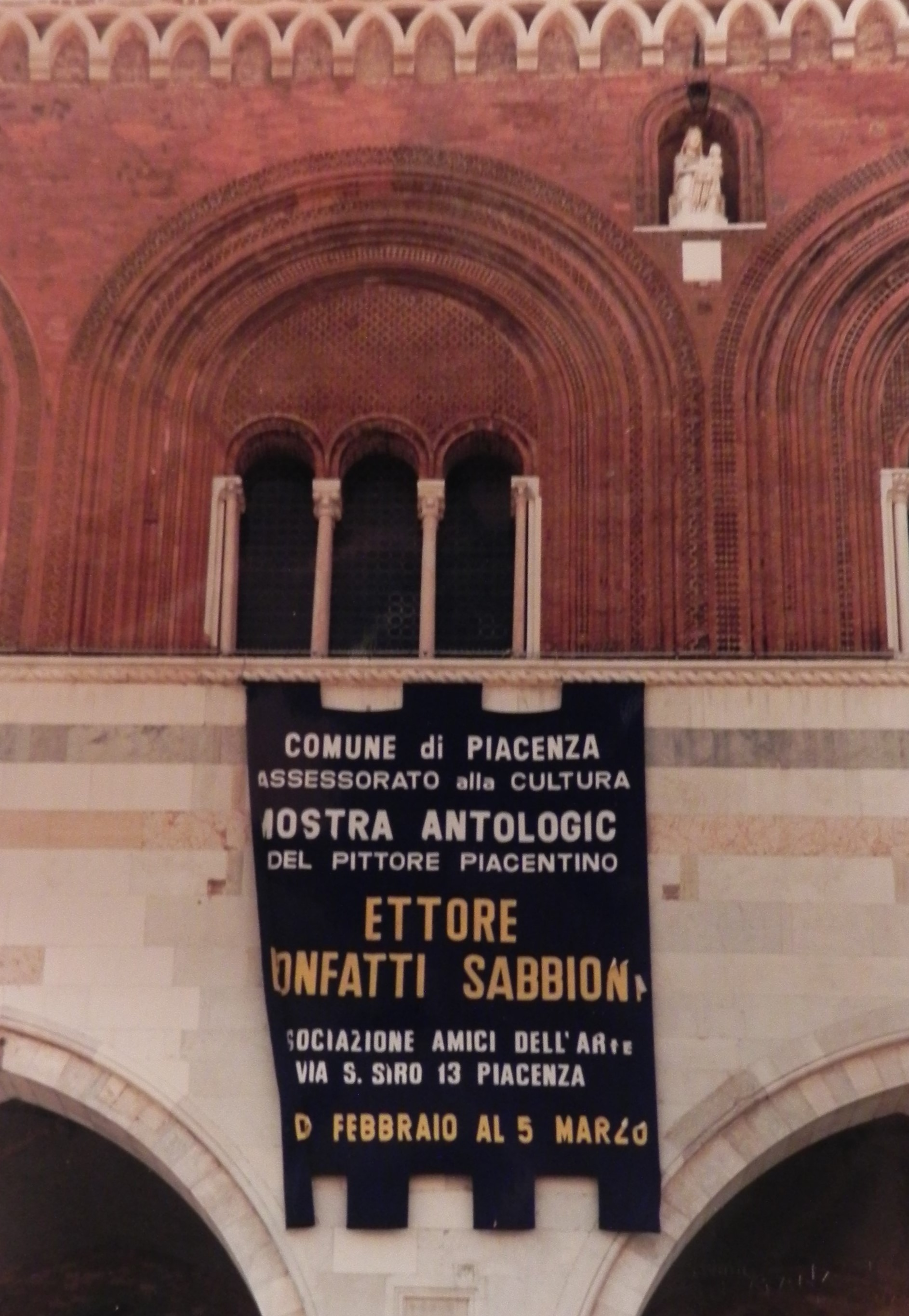
Manifesto della mostra postuma di xilografie di Ettore Bonfatti Sabbioni sul Palazzo Gotico di Piacenza (Amici dell'arte, 1987)

Ettore Bonfatti Sabbioni (Borgonovo Val Tidone, 1º marzo 1934 – Pianello Val Tidone, 11 marzo 1983) è stato un artista e incisore italiano, specializzato in xilografie.

## Biografia
Ettore Bonfatti Sabbioni nacque il 1º marzo 1934 a Borgonovo Val Tidone da Luigi, originario di Sabbioneta - restauratore di affreschi e insegnante presso l'Istituto Magistrale di Pavia - e Teresa Buccellari - maestra elementare originaria di Strà.
Ettore Bonfatti Sabbioni iniziò a disegnare fin da bambino sotto la guida del padre.
Negli anni Trenta la famiglia risiedeva a Milano. Nel 1947, rimasto orfano di padre e desiderando studiare arte, Ettore Bonfatti Sabbioni fu accolto nel Collegio Raffaello di Urbino (lo stesso frequentato da Giovanni Pascoli, per coincidenza Bonfatti Sabbioni abitò nella stessa stanza di Pascoli), e frequentò l'Istituto Statale d'Arte Scuola del Libro di Urbino. Qui ebbe come maestri Francesco Carnevali, Leonardo Castellani - significativo incisore italiano - e Pietro Sanchini, maestro di Ettore Bonfatti Sabbioni per la xilografia.
Il primo legno inciso di Ettore Bonfatti Sabbioni è del 1952, raffigurante una veduta del Pincio a Urbino, l'opera è stampata in pochi esemplari ad Urbino; nel 1953 Ettore Bonfatti Sabbioni partecipò agli Incontri della Gioventù a Bologna, ottenendo il Primo Premio.
Nel 1955, suo ultimo anno scolastico, l'artista realizzò ben quindici incisioni su legno e vinse il prestigioso premio internazionale di pittura e grafica "Raffaello" dell'Accademia Raffaello.
Nel 1956 Ettore Bonfatti Sabbioni si diplomò e si trasferì a Milano, dove si iscrisse ai corsi di scenografia dell'Accademia di Belle Arti di Brera. Nello stesso anno la Calcografia Nazionale di Roma gli acquista tre fogli.
A Milano conobbe Renato Birolli a cui fece un ritratto in xilografia nel 1957.
Nel 1958 Ettore Bonfatti Sabbioni diventò assistente di Leonardo Spreafico presso la Scuola Superiore d'Arte Applicata del Castello Sforzesco di Milano. Nello stesso anno un suo lavoro venne pubblicato sulla copertina di "Woodcuts. Wood-engravings, linocut and prints by related methods of relief print making" (London, Blandford Press) di John R. Brigs, materiale base di una mostra che si tenne già nel 1957 presso l'Art Gallery and Museum di Brighton.

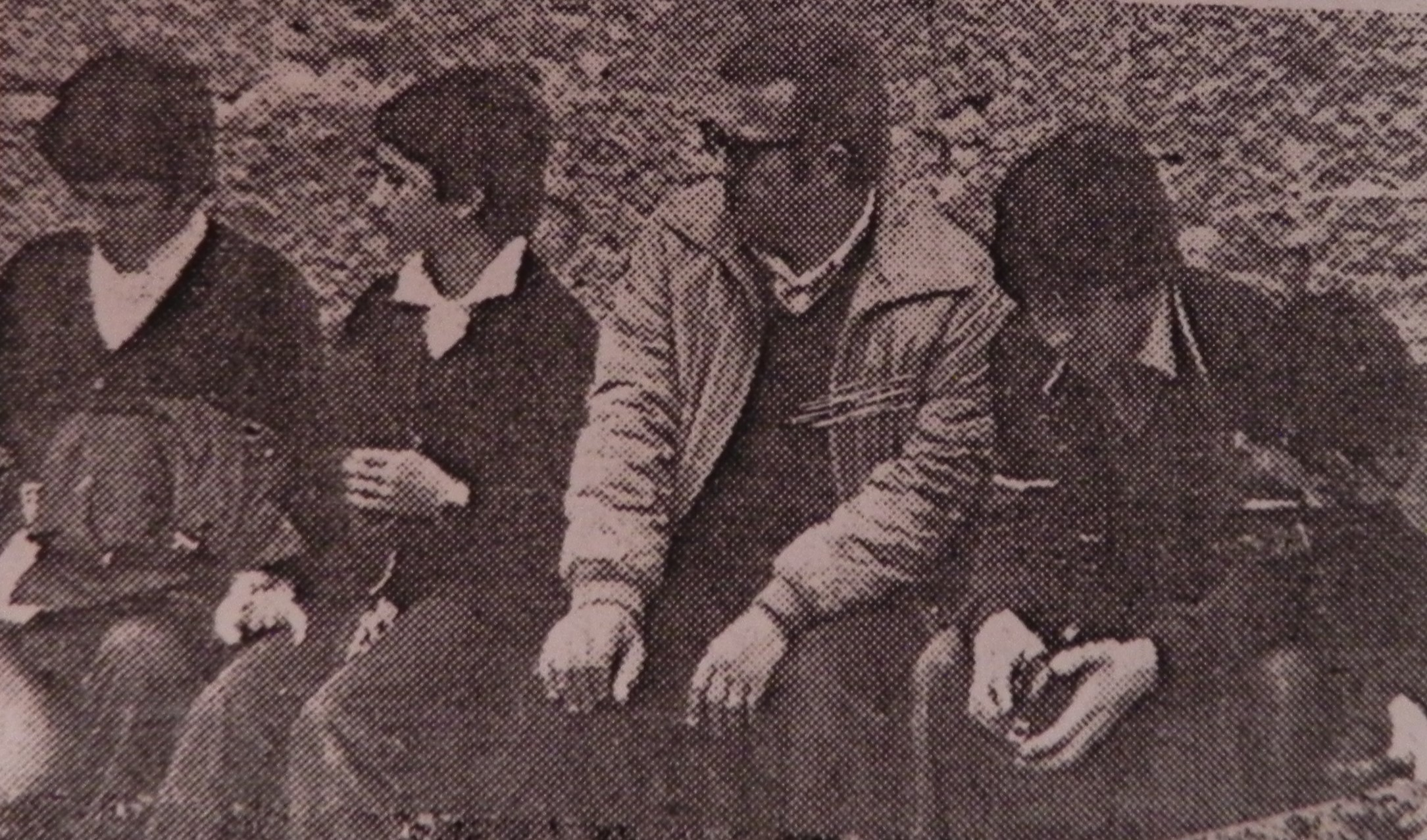
Ettore Bonfatti Sabbioni con alcuni allievi della Scuola media di Pianello Val Tidone

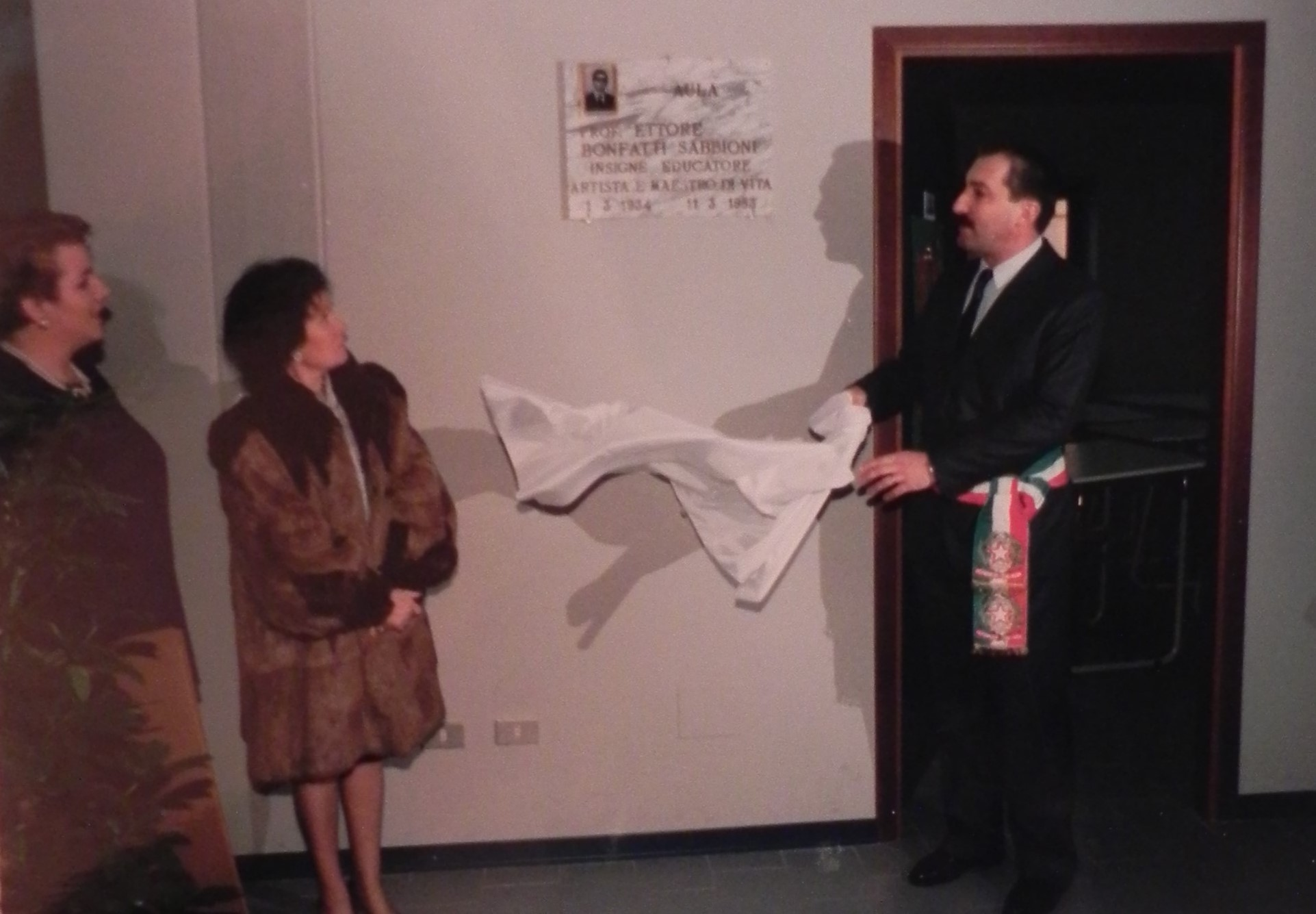
L'inaugurazione dell'aula della scuola media di Pianello Val Tidone (PC) dedicata ad Ettore Bonfatti Sabbioni: lo svelamento della targa.

In quegli anni Ettore Bonfatti Sabbioni ottiene l'abilitazione per insegnare all'istituto tecnico per geometri e gli fu offerta una cattedra a Milano, che rifiutò per trasferirsi definitivamente a Pianello Val Tidone, in provincia di Piacenza. Infatti l'ambiente più competitivo di Milano non s'addiceva all'artista, dal carattere riflessivo e introverso e, quando nel 1959 vinse una cattedra di insegnante di disegno presso le Scuole Medie di Pianello Val Tidone e Nibbiano, decise di accettare questo impiego nella sua terra d'origine, pensando anche che questo lavoro gli permettesse di avere maggiore libertà per l'attività artistica. Va tuttavia ricordato che il lavoro di insegnante lo appassionò al punto da trascurare, per qualche anno, l'attività di incisore e pittore.
Nel 1959 Ettore Bonfatti Sabbioni ha avuto anche contatti con Orio Vergani, con il quale ha avuto uno scambio epistolare e che lo ha aiutato nella mostra di via Montenapoleone dello stesso anno. Orio Vergani, in una sua lettera, sosteneva il grande talento di Ettore Bonfatti.
L'artista si sposò a Pianello val Tidone nel 1962 con Eugenia Pizzasegola.
Nel 1966 vinse una borsa di studio a Roma per ilcorso di Architettura degli Interni e Scenografia e si diplomò nel 1969. Successivamente Ettore Bonfatti Sabbioni si iscrisse alla facoltà di Architettura del Politecnico di Milano, che non poté completare a causa della sua prematura morte.
Nel 1970 realizzò anche un disegno di progetto per il Monumento ai caduti di Trevozzo.
Negli anni Sessanta e Settanta realizzò xilografie molto diverse da quelle giovanili, poiché lasciano il linguaggio espressionista a vantaggio di soluzioni più semplificate, vicine ad una rilettura delle tendenze novecentesche del primitivismo e del surrealismo. La sperimentazione non gli risultò soddisfacente e tornò al suo stile precedente.
Ettore Bonfatti Sabbioni morì nel 1983.
La moglie, rimasta vedova, si assunse il compito di promuovere l'opera del marito attraverso numerose iniziative culturali e mostre.
Su richiesta del direttore della Galleria Ricci Oddi di Piacenza, Stefano Fugazza, la vedova di Ettore Bonfatti Sabbioni donò 32 opere dell'artista (incisioni, quadri ad olio e disegni) alla galleria.
Il comune di Pianello Val Tidone ha dedicato a Ettore Bonfatti Sabbioni l'aula della Scuola media in cui l'artista insegnava, apponendo una targa in suo ricordo. Qualche anno dopo gli fu dedicata anche una via del paese.
Tra le iniziative organizzate negli ultimi anni si può ricordare una mostra promossa dal comune Pianello Val Tidone (1-2 maggio 2010) relativa alle tredici xilografie di Ettore Bonfatti Sabbioni ispirate a Luigi Pirandello (1956); durante la mostra l'attrice Erika Blanc è intervenuta leggendo alcuni brani tratti dalle novelle di Pirandello.

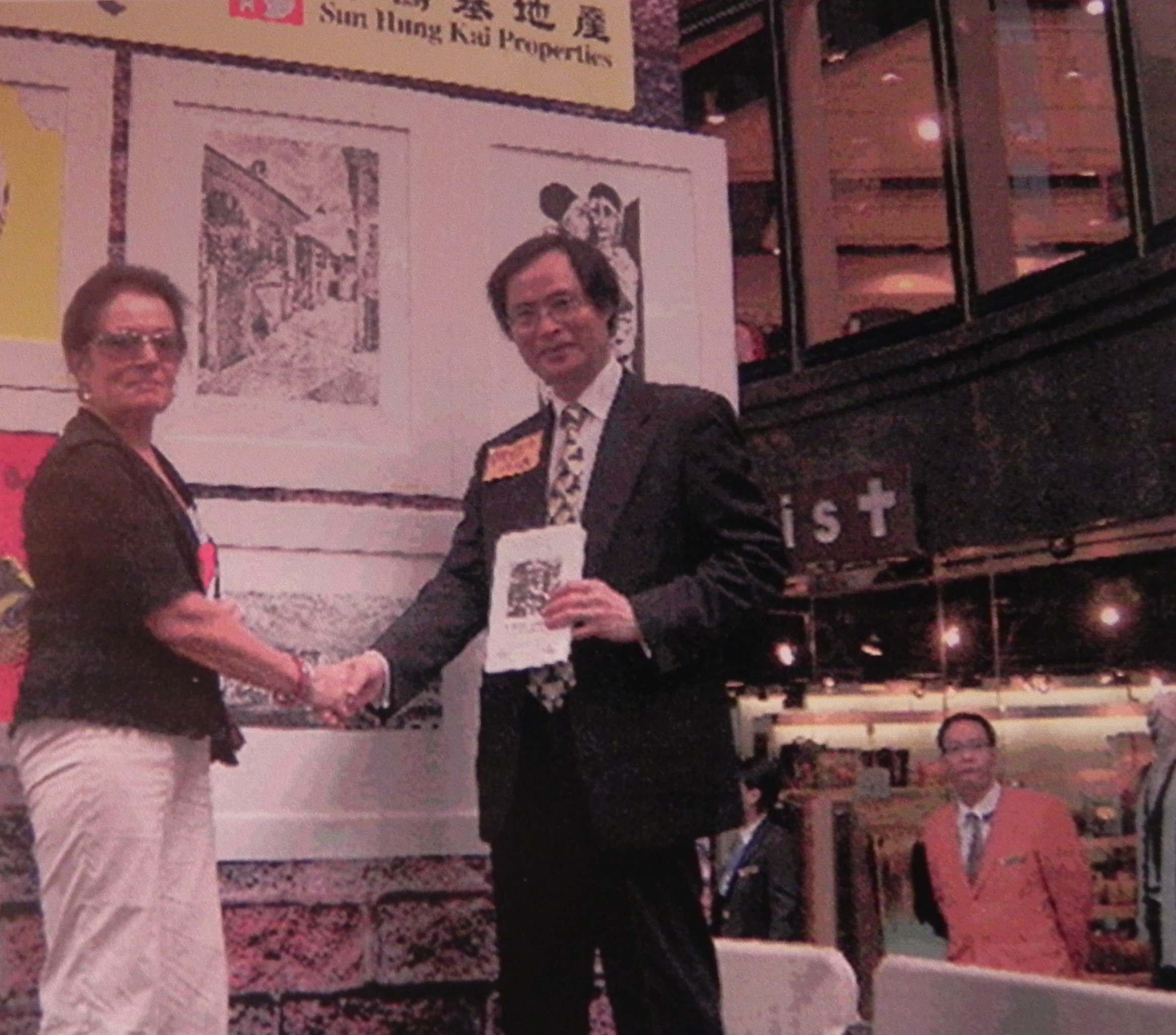
La vedova di Ettore Bonfatti Sabbioni, Eugenia Pizzasegola (a sinistra), alla mostra di Italart ad Hong Kong, 1996

## Produzione artistica

### Xilografie
L'opera xilografica è quella che prevale. L'artista prediligeva il legno duro, come il legno di pero e di ulivo.
Il primo legno inciso risale al 1952 ed è stampato in poche copie ad Urbino; rappresenta una vista del Pincio a Urbino e il segno non è ancora raffinato come si nota nelle opere successive.
Il periodo migliore della produzione xilografica è collocato tra il 1954 e il 1957, quando Ettore Bonfatti Sabbioni è presso la Scuola del libro di Urbino, prima, e l'Accademia di Brera di Milano, poi. Lo stile dell'artista è già autonomo ed è particolarmente drammatico e vicino all'espressionismo. Stefano Fugazza definisce "numi tutelari" dell'opera di Bonfatti Sabbioni gli incisori nordici, come Ensor e Gronsz, a cui si aggiunge la sensibilità per gli offesi e gli umiliati vicino al neorealismo di quel periodo (e.g. opere di Guttuso e di Zigaina).
Le xilografie di Bonfatti Sabbioni sono caratterizzate da una prospettiva deformata, sbilenca, usata come strumento espressivo del sentimento di alienazione. Gli ambienti denotano un'estrema attenzione ai particolari. Nelle figure umane sono sottolineati particolarmente tratti che manifestano espressioni tragiche di fatica, tristezza, dolore. Proprio il forte pessimismo che caratterizza l'opera di Bonfatti Sabbioni la allontana dal neorealismo che caratterizzava gli anni Cinquanta italiani.
Nel 1956 Ettore Bonfatti Sabbioni realizza tredici xilografie ispirate alle novelle di Pirandello, al fine di partecipare alla pubblicazione del libro di fine anno scolastico presso la Scuola del libro di Urbino. Il linguaggio di queste opere è più maturo e consapevole rispetto agli anni precedenti ed esprime efficacemente lo spirito pirandelliano.
Con il trasferimento a Milano la produzione xilografica diminuisce e successivamente si arresta del tutto negli anni Sessanta.
La produzione xilografica riprende nei primi anni Settanta con stile mutato, onirico-surreale, dai contenuti ancora pessimistici.
Negli ultimi dieci anni della sua vita, Ettore Bonfatti Sabbioni non produsse xilografie.

### Disegni
Quando l'attività incisoria diminuì, Ettore Bonfatti Sabbioni si dedicò al disegno.
Esistono disegni dell'artista risalenti all'epoca più produttiva per la xilografia, di cui uno è conservato presso la Galleria Ricci Oddi di Piacenza.
Anche nei disegni traspaiono sentimenti come la frustrazione, la riflessività, l'attesa, la tristezza dei soggetti umani.
La produzione dell'artista comprende oltre ai soggetti umani, nudi femminili, paesaggi, cavalli e rappresentazioni sacre con tecniche varie: pennarello, carboncino, matita e inchiostro su carta bianca.

### Dipinti
Negli ultimi anni Ettore Bonfatti Sabbioni dipinse molto.
Mario Ghilardi lo vedeva come pittore, quando lo incontrò nel 1972 in occasione della preparazione di una mostra. Il saggio scritto da Ghilardi in quell'occasione fu pubblicato sulla Strenna Piacentina come commemorazione dopo la morte di Ettore Bonfatti Sabbioni; qui l'autore del testo dice che il pittore sembra "dare smalto ai colori".
Tre delle opere pittoriche di Bonfatti Sabbioni sono conservate presso la Galleria Ricci Oddi di Piacenza.
Lo stile semplificatorio che caratterizzava i disegni traspare anche nei dipinti, non più raffiguranti atmosfere così pessimistiche come quelle rappresentate nelle xilografie del periodo giovanile.
Ettore Bonfatti Sabbioni ritrae paesaggi, nature morte e ritratti.

## Mostre

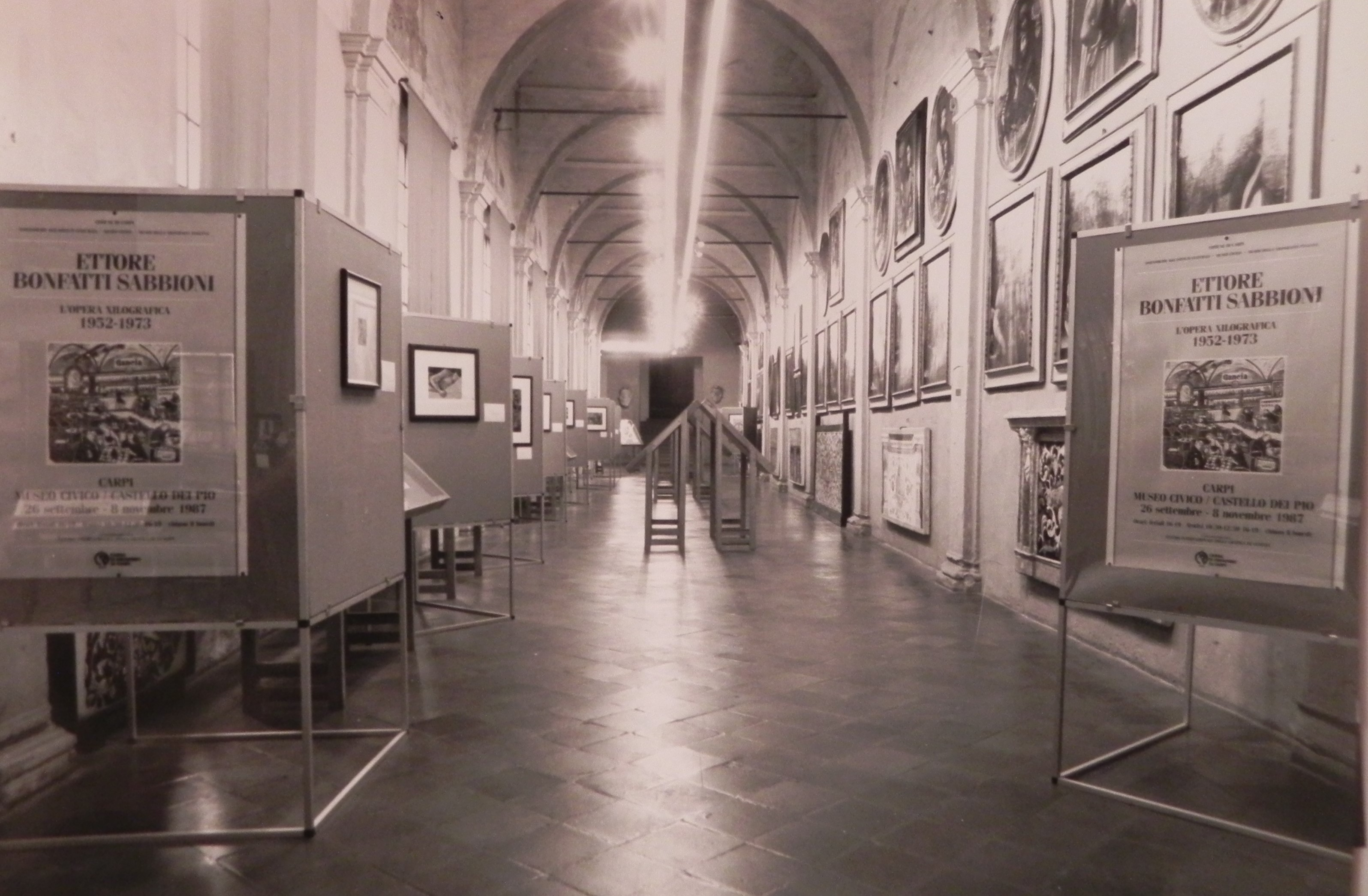
Mostra di xilografie, Museo della xilografia italiana, Castello dei Pio, Carpi, 1987

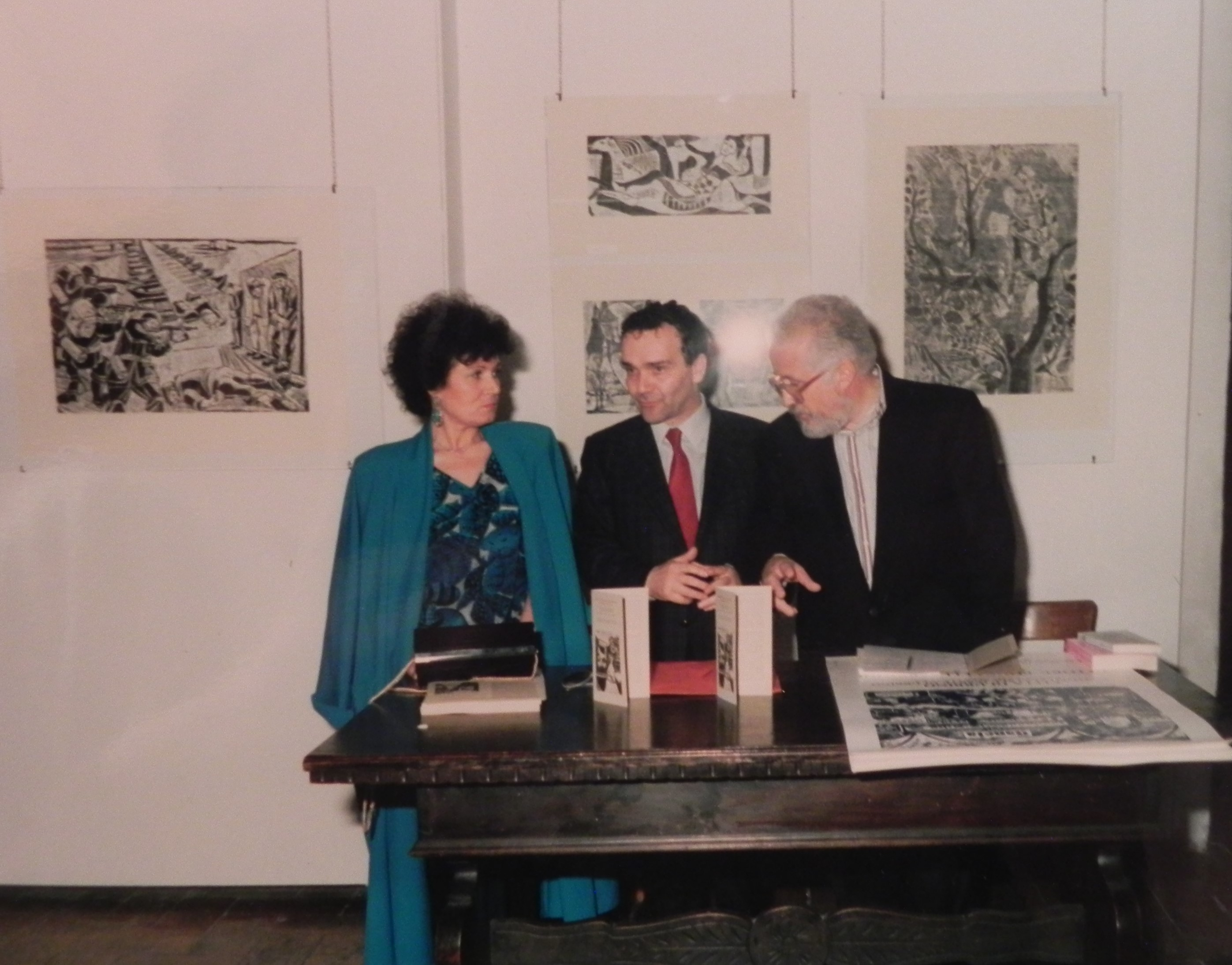
Mostra nella Serra d'inverno del Palazzo ducale di Urbino, 1988. A sinistra la moglie dell'artista, Eugenia Pizzasegola, al centro l'allora preside dell'Istituto, Aliventi, e l'allora assessore alla cultura di Urbino, Giorgio Cerboni Baiardi

### Collettive
- 1953 Incontri della Gioventù, Bologna.
- 1955 Premio Diomira di disegno, Milano.
- 1955 Biennale dei Giovani, Gorizia.
- 1956 Incontri della Gioventù, Bologna.
- 1956 Mostra Regionale d'arte giovanile, Macerata.
- 1956 Rassegna Xylon, Moderna galleria di Lubiana, Lubiana.
- 1956 Rassegna internazionale di xilografia, Zurigo.
- 1957 seconda Mostra nazionale dell'incisione italiana contemporanea, Opera Bevilacqua La Masa, Venezia.
- 1957 Rassegna Xylon, Portogruaro.
- 1957 seconda Mostra nazionale d'arte contemporanea, San Benedetto del Tronto.
- 1957 International Woodcuts, Brighton.
- 1958 Biennale dell'Incisione, Palazzo della Permanente, Milano.
- 1958 Mostra collettiva, Monfalcone.
- 1958 Mostra collettiva alla Permanente, Forcessini.
- 1959 Premio Anselmo Bucci, Arengario, Monza.
- 1959 Premio Bucci, Arengario, Monza.
- 1959 Mostra nazionale dell'incisione contemporanea, Portogruaro.
- 1959 Mostra dell'incisione italiana contemporanea, Varsavia.
- 1960 Terza Biennale dell'incisione italiana contemporanea, Venezia.
- 1960 Biennale dell'incisione italiana contemporanea, Varsavia.
- 1959 Mostra dell'incisione italiana contemporanea, Cracovia.
- 1959 Rassegna dell'Incisione Italiana Contemporanea, Vienna.
- 1960 III Mostra d'arte sacra contemporanea, Palazzo Gotico, Piacenza.
- 1963 Prima Mostra della resistenza e dell'epopea partigiana, San Donato Milanese.
- 1972 LXXII Mostra Annuale di Pittura della Regione Lombardia, Palazzo della Permanente, Milano.
- 1972 II Mostra Nazionale di pittura "Città di Borgosesia", Suzzara.
- 1984 Arco '84, Fiera Internazionale di Madrid, Madrid.

### Personali
- 1955 Ettore Bonfatti Sabbioni, Walter Piacesi, Walter Valentini, Centro Culturale Fratelli Bronzetti, Trento.
- 1959 Ettore Bonfatti Sabbioni. Mostra personale, Galleria Montenapoleone, Milano; presentazione di Orio Vergani.
- 1959 Ettore Bonfatti Sabbioni. Mostra personale, Biblioteca Comunale, Pieve Porto Morone (Pavia).

### Postume
- 1987 Mostra di xilografie presso gli Amici dell'Arte, Piacenza.
- 1987 Mostra di xilografie, Museo della xilografia italiana, Castello dei Pio, Carpi.
- 1987 Mostra, Centro Internazionale di Grafica, allora diretto da Enzo Di Martino, Venezia.
- 1988 Mostra nella Serra d'inverno del Palazzo ducale di Urbino, a cura dell'l'Istituto Statale d'Arte Scuola del Libro.
- 1990 Mostra ad Ancona.
- 1992 Mostra, Stradella (Pavia).
- Anni Novanta, Mostra a Castel San Giovanni (Piacenza).
- Anni Novanta, Mostra nella casa-museo Quadreria Cesarini, Fossombrone.
- 1996 Mostra, Sala Montefeltro del Palazzo ducale di Urbania (Pesaro), curatrice: Esther Giomaro, docente dell'Istituto d'arte di Urbino.
- 1997 Il viaggio della vita, mostra presso il Centro artistico e culturale "Contardo Barbieri", Broni (Pavia), presentazione di Siro Brondoni, allora direttore di Radio3.
- 1999 Xilografia in mostra, Galleria Immagini Spazio Arte, Cremona.
- 2003 La donazione Bonfatti Sabbioni alla Ricci Oddi. La solitudine dell'artista, salone d'onore della Galleria Ricci Oddi, Piacenza.
- 2006 Mostra d'arte, Hong Kong, a cura di Italart, galleria d'arte Immagini di Cremona con Dante Alighieri Society di Hong Kong e Società Dante Alighieri.

## Premi
- 1953 Primo Premio, Incontri della Gioventù, Bologna.
- 1955 Premio scolastico dedicato a Luigi Renzetti, Urbino.
- 1955 Premio acquisto presso il Premio Diomira di disegno, Milano.
- 1955 Premio Shell presso la Biennale dei Giovani, Gorizia.
- 1955 Premio internazionale di pittura e grafica Raffaello dell'Accademia Raffaello.
- 1956 Premio presso la Mostra Regionale Giovanile, Macerata.
- 1957 Premio Internazionale Woodcuts, Brighton.
- 1959 Premio Anselmo Bucci, Salone dell'Arengario, Monza.
- 1966 Borsa di studio all'Accademia di Cultura Moderna di Roma.
- Anni Settanta Pennello d'oro concorso internazionale d'arte.
- 1996 Terzo premio acquisto sezione grafica Cristoforo Marzaroli-Concorso Nazionale di Pittura e Grafica.
- 1997 Trofeo Modigliani, Galeria Modigliani.
- 2004 Gran premio Dalmacija, M/nave Dalmacja 21/28 agosto 2004.

## Collezioni
- Galleria Ricci Oddi, Piacenza
- Galleria Spazi Arte, Piacenza
- Raccolta Bertarelli, Milano
- Pinacoteca d'arte italiana, Hong Kong, xilografie Arlecchino e due paesaggi

## Pubblicazioni sull'opera di Bonfatti Sabbioni
- Bonfatti-Sabbioni giovane incisore, in:La notte, 1959.
- Bonfatti-Sabbioni, in:Corriere Lombardo, 1959.
- M. Ghilardi, Ettore Bonfatti Sabbioni, in Strenna Piacentina 1983, pp. 62–65.
- Enzo Di Martino, Ettore Bonfatti Sabbioni. L'opera xilografica 1952-1973, Centro Internazionale della Grafica, Venezia, 1987.
- Paolo Bellini (a cura di) Grafica. Annuario della grafica in Italia, n. 17, Giorgio Mondadori, 1987, p. 91.
- Monica Latin, Tutta l'opera di Bonfanti Sabbioni, in: Corriere padano, 27 febbraio 1987.
- Cartella "Memora I", contenente tre opere di Ettore Bonfatti Sabbioni (L'arrotino, Il cipresso, Paesaggio), 1988.
- Roberta Corbellini, Ettore Bonfatti Sabbioni e l'illustrazione libraria, tesi di laurea, Facoltà di Magistero dell'Università di Parma, relatore: Massimo Mussini, Anno Accademico 1989-1990.
- Marisa Briata, Ettore Bonfatti Sabbioni. Incidere è arte, in L'industria orafa italiana. Mensile d'arte orafa orologi e argenti, 6, 1992.
- Ferdinando Arisi, Ettore Bonfatti Sabbioni. Disegni (1954-1982), Galleria d'Arte Moderna Ricci Oddi, Piacenza, 1993.
- Ferdinando Arisi, Ettore Bonfatti, artista malinconico e poliedrico, in  Libertà, 11 gennaio 1993.
- L'élite. Selezione arte italiana 96, L'élte editrice, Varese, 1996, pp. 36–37.
- L'élite. Selezione arte italiana 97, L'élte editrice, Varese, 1997, p. 322.
- L'élite. Selezione arte italiana 98, L'élte editrice, Varese, 1998, p. 33.
- Stefano Fugazza, Ettore Bonfatti Sabbioni (catalogo della mostra La donazione Bonfatti Sabbioni alla Ricci Oddi. La solitudine dell'artista, Galleria d'Arte Moderna Ricci Oddi, Piacenza, 2003.
- Leonardo Bragalini, Capitolo sull'incisione per La storia di Piacenza. Il Novecento, tomo II, Piacenza, 2003.
- Patrizia Foglia, Chiara Gatti, Luigi Martini (a cura di), Il lavoro inciso. Capolavori dell'Arte Grafica da Millet a Vedova, Skira, 2006, pp. 258–259.
- Mariangela Milani, Hong Kong: tre xilo di Bonfatti Sabbioni donate alla Pinacoteca d'arte italiana, in: Libertà, 16 ottobre 2006.